# Стоять ровно
«Стоя́ть ро́вно» (фр. Rester vertical) — французский драматический фильм, снятый Аленом Гироди. Мировая премьера ленты состоялась 12 мая 2016 года на Каннском кинофестивале. Фильм рассказывает о кинорежиссёре, который в одиночку воспитывает ребёнка и ищет вдохновение для своего нового фильма.

## Сюжет
Режиссёр Лео ищет натуру для съёмок нового фильма в южной части Франции. Во время одной из экспедиций его соблазняет Мари — свободная и лёгкая на подъём пастушка. Девять месяцев спустя на свет появляется их ребёнок. Мари страдает от послеродовой депрессии, Лео то появляется, то исчезает, и однажды Мари бросает их обоих. Лео оказывается один с ребёнком на руках. Ситуация не из лёгких, но в глубине души Лео счастлив. Его ждёт череда неожиданных и необычных знакомств и мучительные поиски вдохновения для нового фильма.

## В ролях
| Актёр           | Роль    |
| --------------- | ------- |
| Лор Калами      | Миранда |
| Дамьен Боннар   | Лео     |
| Индия Хейр      | Мари    |
| Кристиан Буйетт | Марсель |